# Centriscus
Centriscus es un género de peces de la familia Centriscidae, del orden Syngnathiformes. Este género marino fue descrito por primera vez en 1758 por Carl Linnaeus.

## Especies
Especies reconocidas del género:
- Centriscus cristatus (De Vis, 1885)
- Centriscus scutatus Linnaeus, 1758

### Lectura recomendada
- Eschmeyer, W.N., Fricke, R. & Van der Laan, R. (eds.) 2017. Catalog of Fishes.
- Eschmeyer, William N., ed. 1998. Catalog of Fishes. Special Publication of the Center for Biodiversity Research and Information, no. 1, vol 1-3. 2905.